# Netzimpedanz
Die Netzimpedanz (englisch grid impedance), auch komplexer Netzwiderstand genannt, ist die Summe aller Impedanzen in einem öffentlichen elektrischen Energieversorgungsnetz oder einem Bordnetz. Neben Strom und Spannung hängt die Netzimpedanz maßgeblich von der Frequenz ab.   

## Exakte Bestimmung
Messungen zeigen, dass weder Standort noch die Art des Netzes einen direkten Einfluss auf die Netzimpedanz haben. Die an Netzverknüpfungspunkten gemessenen Verläufe unterscheiden sich zwar stark in ihrer Lage, weisen aber in ihrem Verlauf sehr ähnliche Muster auf. Die elektrischen Eigenschaften eines Netzverknüpfungspunktes (NVP) zum öffentlichen Elektroenergieversorgungssystem lassen sich vereinfacht nach dem Thévenin-Theorem mit einer Spannungsquelle sowie einer komplexen Netzimpedanz beschreiben. Beide Parameter sind frequenzabhängig und variieren zeitlich in gewissen Grenzen. Die Netzspannung ist meistens bekannt und kann zudem relativ einfach gemessen werden. Die Netzimpedanz an einem NVP lässt sich bei der Netznennfrequenz in einigen Fällen mithilfe von Betriebsmittelkenndaten analytisch abschätzen. Eine exakte Bestimmung der Netzimpedanz kann jedoch nur durch eine messtechnische Identifikation erfolgen. Dies gilt insbesondere für Frequenzen oberhalb der Netznennfrequenz, da dort analytische Ansätze mit großen Fehlern behaftet sind und den wirklichen Frequenzverlauf der Netzimpedanz nicht korrekt widerspiegeln. Daher gab es in den letzten Jahren verschiedene Forschungsinitiativen, um die Netzimpedanz genau ermitteln zu können, da das Wissen um die Netzimpedanz maßgeblich für einen sicheren und zuverlässigen Betrieb einer dezentralen Stromversorgung ist.
Die messtechnische Bestimmung der frequenzabhängigen Netzimpedanz erfordert zurzeit eine spektrale Anregung des Netzes mit Stromverläufen. Diese verursachen am Messpunkt in Abhängigkeit von der jeweiligen Netzimpedanz messbare Spannungsabfälle. Durch die entsprechenden Strom- und Spannungsverläufe sowie der gemessenen Leerlaufspannung wird die Netzimpedanz bestimmt. Diese aktuelle Methode der Messung bzw. Bestimmung der Netzimpedanz basiert auf dem Prinzip der aktiven Anregung des zu untersuchenden Netzes.

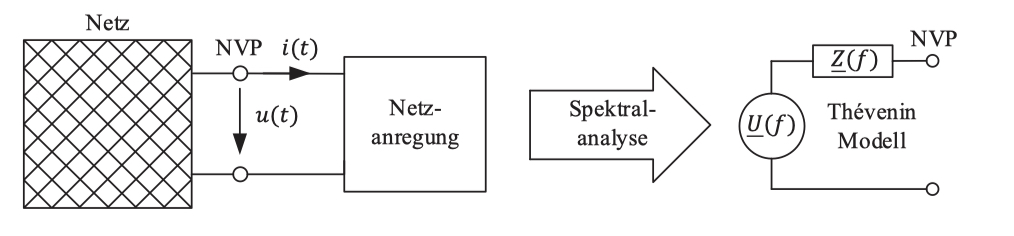
Schematische Darstellung des systemtheoretischen Ansatzes zur Bestimmung der frequenzabhängigen Netzimpedanz an einem Netzverknüpfungspunkt

## Rückwirkungen auf Betriebsmittel
Mit der Kenntnis zur frequenzabhängigen Netzimpedanz können Rückwirkungen von emittierten Oberschwingungsströmen auf harmonische Netzspannungen erklärt werden. Somit ist die Netzimpedanz eine wichtige Grundlage, um Oberschwingungsspannungen in entsprechende Ströme umzurechnen. Dadurch können Resonanzstellen ex ante erkannt werden und Gegenmaßnahmen eingeleitet werden, um Betriebsmittel und das Netz zu schützen. Neueste Forschungsergebnisse haben Messgeräte hervorgebracht die neben Power Quality Messungen (Spannungsqualität) auch die frequenzabhängige Netzimpedanz ermitteln können. Dabei haben sich aktive Verfahren, wie das Zu- und Abschalten von Lasten bewährt. Hierbei werden Anregungssignale generiert, die Spannungsantwort wird vermessen und die frequenzabhängige Netzimpedanz wird errechnet.

## Ausblick und Bedeutungserhöhung
Dadurch, dass viele Verbraucher und Erzeuger über leistungselektronische Schaltungen mit dem öffentlichen elektrischen Energieversorgungsnetz verbunden sind, gewinnt die Kenntnis der Netzimpedanz immer mehr an Bedeutung. Insbesondere regenerative Erzeugungseinheiten wie Photovoltaik und Windkraftanlagen oder auch die Elektromobilität tragen zu diesem Trend bei. Die Netzintegration dieser dezentralen Einheiten erfolgt überwiegend in Verteilnetzstrukturen auf der Nieder- und Mittelspannungsebene. Bei der Netzanbindung von Anlagen mit leistungselektronischer Netzkopplung ist die Netzimpedanz am jeweiligen Anschlusspunkt dabei von großer Bedeutung. Die Netzimpedanz bestimmt nicht nur die Kurzschlussleistung des Anschlusspunkts, sondern ist auch für die Filter- und Reglerauslegung sowie für die Bewertung von Netzrückwirkungen der Anlagen in Form von Flickern und Oberschwingungen ein wichtiger Parameter. Die Bestimmung der Netzimpedanz erfolgte bisher fast ausschließlich durch analytische oder numerische Berechnungen mit Netzsimulationsprogrammen, welche auf Betriebsmittelkenndaten beruhen. Wenn detaillierte Netzdaten vorliegen, lässt sich die Netzimpedanz bei der Netznennfrequenz dabei mit guter Näherung abschätzen. Netzspannung und Netzimpedanz an einem Anschlusspunkt sind jedoch durch Zustandsänderung im Netz zeitabhängige Größen, was eine korrekte Berechnung erschwert. Insbesondere der Frequenzverlauf der Netzimpedanz lässt sich in Simulationsprogrammen dabei nur unzureichend genau modellieren und berechnen. Eine exakte Bestimmung der zeit- und frequenzabhängigen Netzimpedanz kann daher nur durch eine Messung am jeweiligen Anschlusspunkt erfolgen.